# Fetlar
Fetlar est une île des Shetland.
Elle est la quatrième des grandes des îles Shetland, avec une forme irrégulière qui mesure un maximum de 9.6 km par 8 et couvre environ 24 km2. Elle n'est actuellement peuplée que de 86 habitants dont 7 élèves à l'école primaire et 2 élèves au jardin d'enfants.

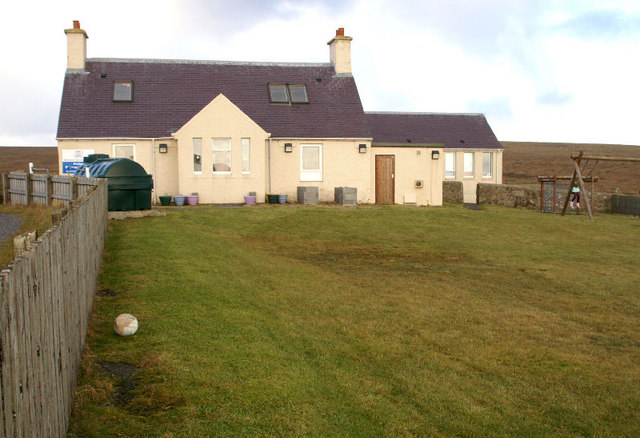
école primaire de Fetlar

La zone principale habité de Fetlar est la ville d'Houbie, surplombant a l'est Leagarth House qui, dans les années 1900, était la maison de retraite du célèbre chirurgien et bactériologiste Sir Watson Cheyne.

## Histoire
Fetlar a une histoire très ancienne et des reliques provenant de l’ âge néolithique et de bronze peuvent être vues ici. Les plus remarquables sont les ruines de la digue de Finnigert, qui coupent l'île en deux du nord au sud comme le mur de Berlin. 
Il est tout à fait possible que le Digue ait eu un but similaire, séparer deux tribus concurrentes.
La digue était encore là lorsque les Vikings sont arrivés et ont pris le contrôle de Fetlar. En effet, à cause du mur, les Vikings semblaient traiter Fetlar comme deux îles entièrement distinctes, l’île est et l’île ouest. Les Vikings n'ont jamais quitté Fetlar, étant les ancêtres directs des « Shetlanders » d'aujourd'hui.

Fetlar est aussi, et ce jusqu'en 2015 où il fut déplacé sur Unst pour raisons médicale et sociale, le siège de l'ordre religieux anglican pour femme Society of Our Lady of the Isles (en).

## Population
En 1841, la population de cette île prospère était de 761 habitants. Elle avait probablement déjà atteint son maximum à ce moment-là, parce qu'en 1822, le propriétaire de l'île Sir Arthur Nicholson a commencé à déplacer les locataires de l'ouest au sud de Fetlar pour faire place à des moutons. En 1858, la population était tombée à 363 habitants. Elle a diminué régulièrement depuis. 
En 2001 il n'y avait plus que 86 habitants, et 61 habitants lors du recensement de 2011.

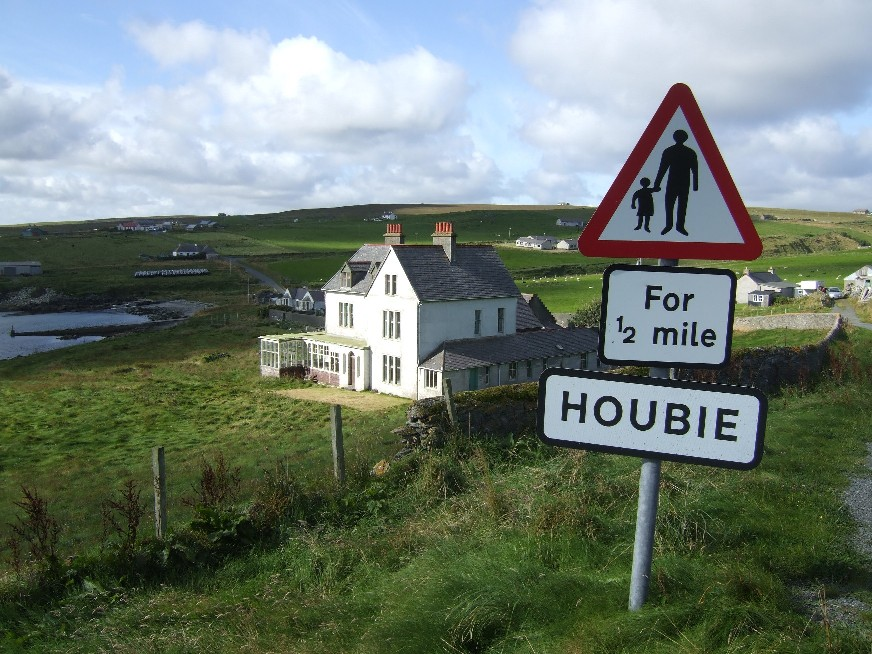
Leagarth house